# Vulcanii Noroioși de la Băile Homorod
Vulcanii Noroioși de la Băile Homorod (monument al naturii) alcătuiesc o arie protejată de interes național ce corespunde categoriei a III-a IUCN (rezervație naturală de tip geologic) situată în județul Brașov, pe teritoriul administrativ al comunei Homorod.

## Localizare
Aria naturală cu o suprafață de 0,10 hectare se află la poalele Munților Perșani, în partea central-nordică a județului Brașov, pe teritoriul sud-estic al satului Homorod, în lunca văii Zeifăn, unul din afluenții de stânga al râului Homorod.

## Descriere
Rezervația naturală a fost declarată arie protejată prin Legea Nr.5 din 6 martie 2000 (privind aprobarea Planului de amenajare a teritoriului național - Secțiunea a III-a - zone protejate) și reprezintă o zonă mlăștinoasă (cu vegetație helofită) de interes geologic, în arealul căreia sunt prezente conuri de vulcani noroioși, cu emanații de noroi si gaze.